# Лор, Фердинанд-Самюэль

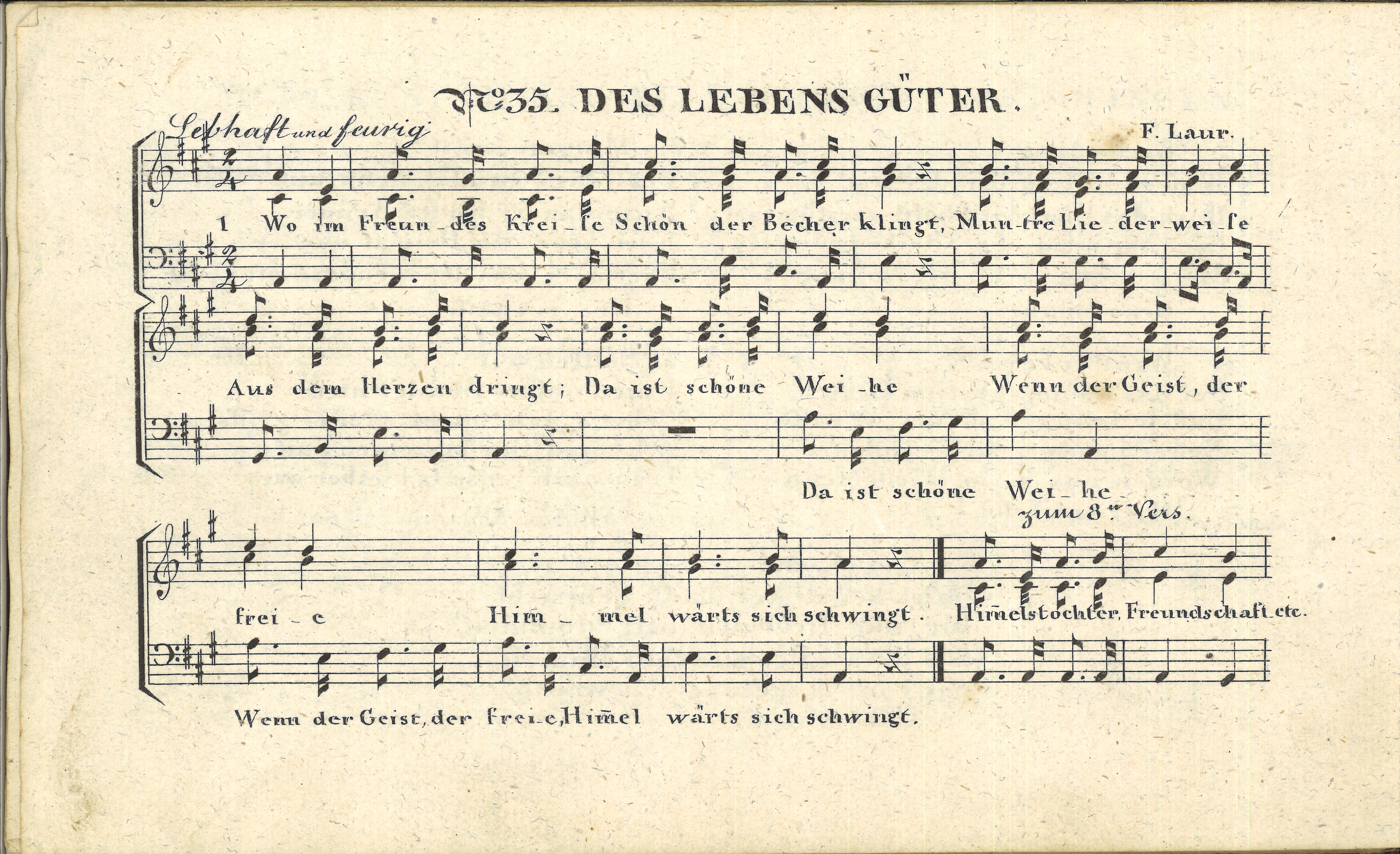
Ноты музыки Фердинанда-Самюэля Лора государственного гимна Лесото

Фердинанд-Самюэль Лор (нем. Ferdinand Samuel Laur; 22 февраля 1791, Маркдорф, Баден-Вюртемберг — 2 июля 1854, Кройцлинген, Швейцария) — швейцарский композитор, дирижёр, хормейстер, музыкальный педагог немецкого происхождения. Автор музыки государственного гимна Лесото.

## Биография
Получил педагогическое образование в Меерсбурге и Карлсруэ. В 1810—1820 годах преподавал музыку и пение в школах Швейцарии. Создал инструментальный оркестр.
В 1820 году переехал в Базель, где работал учителем гимназии. В 1824 году основал женскую школу пения. Руководил первым смешанным хором в Швейцарии, посвятил себя исполнению крупных хоровых произведений, таких как «Реквием» Вольфганга Амадея Моцарта (1827) или оратория «Сотворение мира» Йозефа Гайдна (1828).
В 1828—1830 годах читал лекции по теории музыки, пению и гармонии в Базельском университете, где организовал университетский хор. В 1836 году Лор стал директором Базельского концертного общества, целью которого было распространение инструментальной музыки.
В 1823 году сочинил музыку, на которую французский миссионер Франсуа Куайяр написал слова, ставшие государственным гимном Лесото — «Лесото, земля отцов наших» (утверждён в 1967 году).